# MTV ao Vivo: Skank
MTV ao Vivo: Skank é o primeiro álbum ao vivo e em vídeo da banda de pop rock brasileira Skank, gravado em 7 e 8 de julho de 2001 na Praça Tiradentes, Ouro Preto, e lançado nos formatos CD e DVD pela Sony Music. O álbum teve seu repertório basicamente formado por canções incluídas pelos fãs em votação pelo site da banda.
Além das canções votadas, como "É Uma Partida de Futebol", "Esmola", "Pacato Cidadão", "Resposta" e "Te Ver", o álbum traz uma canção inédita: "Acima do Sol" e "Estare Prendido en Tus Dedos", esta última, uma versão em espanhol para "Wrapped Around Your Finger", da banda britânica The Police, gravada originalmente para um álbum-tributo à banda com a participação de diversas bandas latino-americanas de rock.
A canção "Ali", foi tocada no show, com Chico Amaral, que também toca violão nas canções "Tanto", "Canção Noturna" e "Acima do Sol". É considerado por muitos como o maior show já realizado em Ouro Preto. Aproximadamente 50 mil pessoas compareceram nos dois dias de gravação.

## Faixas
| Críticas profissionais | Críticas profissionais |
| Avaliações da crítica  | Avaliações da crítica  |
| Fonte                  | Avaliação              |
| ---------------------- | ---------------------- |
| AMG                    | 5 de 5 estrelas.       |
| Cliquemusic (2.8/3)    |                        |

#### CD
| N.º            | Título                                                      | Compositor(es)                           | Duração |  |
| 1.             | "É Uma Partida de Futebol"                                  | Samuel Rosa / Nando Reis                 | 3:28    |  |
| 2.             | "Esmola"                                                    | Samuel Rosa / Chico Amaral               | 2:43    |  |
| 3.             | "Pacato Cidadão"                                            | Samuel Rosa / Chico Amaral               | 3:50    |  |
| 4.             | "Jackie Tequila"                                            | Samuel Rosa / Chico Amaral               | 5:00    |  |
| 5.             | "Acima do Sol"                                              | Samuel Rosa / Chico Amaral               | 4:06    |  |
| 6.             | "Balada do Amor Inabalável"                                 | Samuel Rosa / Fausto Fawcett             | 3:46    |  |
| 7.             | "Três Lados"                                                | Samuel Rosa / Chico Amaral               | 3:51    |  |
| 8.             | "Tão Seu"                                                   | Samuel Rosa / Chico Amaral               | 3:43    |  |
| 9.             | "Saideira"                                                  | Samuel Rosa / Rodrigo F. Leão            | 3:26    |  |
| 10.            | "Resposta"                                                  | Samuel Rosa / Nando Reis                 | 3:45    |  |
| 11.            | "Te Ver"                                                    | Samuel Rosa / Lelo Zaneti / Chico Amaral | 3:42    |  |
| 12.            | "Estare Prendido en Tus Dedos" (Wrapped Around Your Finger) | Sting (versão: Chico Amaral)             | 4:13    |  |
| 13.            | "Tanto" (I Want You)                                        | Bob Dylan (versão: Chico Amaral)         | 3:51    |  |
| 14.            | "Canção Noturna"                                            | Lelo Zaneti, Chico Amaral                | 3:56    |  |
| 15.            | "Ali"                                                       | Samuel Rosa / Nando Reis                 | 5:01    |  |
| 16.            | "Garota Nacional"                                           | Samuel Rosa / Chico Amaral               | 3:51    |  |
| 17.            | "É Proibido Fumar"                                          | Roberto Carlos / Erasmo Carlos           | 3:59    |  |
| Duração total: | Duração total:                                              | Duração total:                           | 1:06:02 |  |

### DVD
A versão em DVD inclui o show completo e entrevistas com a banda intercaladas entre as músicas.
1. Fica
2. É Uma Partida de Futebol
3. Esmola
4. Pacato Cidadão
5. Amolação
6. In(Dig)Nação
7. A Cerca
8. Rebelião
9. Zé Trindade
10. Jackie Tequila
11. Balada do Amor Inabalável
12. Três Lados
13. Ela Desapareceu
14. Tão Seu
15. Saideira
16. Estare Prendido en Tus Dedos
17. Tanto (I Want You)
18. Resposta
19. Te Ver
20. Mandrake e Os Cubanos
21. Siderado
22. Canção Noturna
23. Acima do Sol
24. Garota Nacional
25. É Proibido Fumar

### Extras do DVD
- Discografia
- Entrevistas (também intercaladas durante o show)
- Comentários Faixa a Faixa
- Multiângulo ("Estare Prendido en Tus Dedos" e "Resposta")
- Galeria de Fotos

## Certificados e vendas
| País          | Certificados | Vendas/Cópias |
| ------------- | ------------ | ------------- |
| Brasil (ABPD) | 2× Platina   | 620.000       |

## Créditos

### Skank
- Samuel Rosa: voz, guitarra e violão
- Henrique Portugal: teclados, guitarra, violão, e vocais
- Lelo Zaneti: baixo e vocais
- Haroldo Ferretti: bateria

### Músicos convidados
- Chico Amaral: violão
- Ramiro Musotto: percussão
- Jorge Continentino: saxofone
- Paulo Márcio: trompete
- Wagner Mayer: trombone